# Degà del Col·legi Cardenalici
El degà del Col·legi de Cardenals de l'Església Catòlica és el president del Col·legi de Cardenals, que sempre té el títol de cardenal bisbe. Des de 2020 n'és el cardenal Giovanni Battista Re, en rellevar Angelo Sodano.

## L'elecció del degà entre els cardenals
És escollit entre els sis cardenals bisbes que tenen el títol de les set seus suburbanes. Els sis bisbes cardenals el trien entre si mateixos, amb l'aprovació del Papa.
El 1150, el Papa Eugeni III va dictaminar que el bisbe de la seu suburbicària d'Òstia fos el degà del Col·legi Cardenalici. En la mateixa data, la diòcesi de Velletri es va unir a la d'Ostia. Aquesta "regla", però, va patir després d'aquesta data, nombroses excepcions individuals.
Durant segles el degà ha estat el cardenal bisbe que durant molt temps havia estat ascendit a una seu suburbicària (el cardenal protobisbe). De fet, el Codi de Dret Canònic de 1917 ho establia així, fins que el Papa Pau VI va autoritzar als sis bisbes que ho escollissin entre ells el 1965. Aquesta elecció (una formalitat fins a l'època de Joan Pau II) ha de ser confirmada pel Papa.
Mentre que el degà (o, en la seva absència o incapacitat, el sots-degà) presideix el Col·legi de cardenals, no té poder de govern sobre els altres cardenals, però té la funció de primus inter pares al Col·legi. No hi ha cap previsió d'edat per al retir.

## Tasques
És responsabilitat del degà convocar el conclave per elegir un nou Papa quan l'anterior mor o renuncia al seu càrrec. El degà presideix el conclave, llevat que ell hagi fet vuitanta anys abans de l'inici de la Sede vacante.
En qualsevol cas, la responsabilitat de comunicar la «notícia de la mort del Papa al Cos Diplomàtic acreditat davant la Santa Seu i als caps de les respectives Nacions», com ho estableix la Constitució Apostòlica Universi Dominici Gregis.
D'acord amb el cànon 355 del Codi de Dret Canònic, si el recent elegit Summe Pontífex no és encara un bisbe, és el dret del Degà ordenar-lo. Si el Degà no pot, llavors el dret cau sobre el sots-degà, i després al cardenal que faci més temps que pertanyi a l'ordre episcopal.
D'acord amb la Secció 4 del cànon 350, el cardenal degà té «el títol de la seu suburbicària d'Òstia, conjuntament amb la de qualsevol altra església de la qual ja tingui el títol»: manté, per tant, el títol de la seu suburbicària fins i tot si és el cardenal del títol d'Òstia.
Aquesta ha estat la situació des 1914, per decret del Papa Pius X. En el passat, però, els degans, a partir de 1150, cedien la seva diòcesi anterior pels títols conjunts d'Òstia i Velletri.

## Degans del Col·legi Cardenalici
Cada nom és seguit pels anys de naixement i mort; a continuació, després de l'any de la creació com a cardenal i el qual es va convertir en degà.
Dels tres degans més recents, dos han optat per retirar-se en complir els vuitanta anys, quan es produeix la pèrdua del dret a vot en el conclave, mentre que un (Joseph Ratzinger) va ser elegit Papa en 2005, el primer des Pau IV, que va esdevenir Papa el 1555.

### Fins al Cisma d'Occident
...
- Crescenzio di Sabina[3] (? - 1126) (1100, després de 1102)
- Pietro Senex (? - 1134) (1102, 1126)[4]
- Guglielmo di Palestrina (? - 1139) (1122, 1129)
- Corrado della Suburra (1073-1154) (1127, 1139) (Papa Anastasi IV)
- Imaro di Frascati (? - 1162) (1142, 1153 deposat el 1159[5])
- Gregorio della Suburra (? - 1163) (1140, 1159)
- Ubaldo Allucignoli (1097 - 1185) (1141, 1163), elegit papa amb el nom Luci III el 1181
- Corrado di Wittelsbach (1120/25-1200) (1163, 1181)
- Ottaviano Poli dei conti di Segni (? - 1206) (1182, 1200)
- Pietro Gallozia (? - 1211) (1188, 1206)
- Nicola de Romanis (? - 1219) (1204, 1211)
- Ugo dei conti di Segni (1170 vers - 1241) (1198, 1219), elegit papa amb el nom Gregori IX el 1227
- Pelagio Galvani (1165 - 1230) (1205, 1227)
- Jean Halgrin d'Abbeville, O.S.B. (1180-1237) (1227, 1230)
- Jacques de Vitry (1160/70-1240) (1228, 1237)
- Rinaldo di Jenne (1199 - 1261) (1227, 1240), elegit papa amb el nom Alexandre IV el 1254
- Odo di Chateauroux (1190-1273) (1244, 1254)
- Giovanni da Toledo (? - 1275) (1244, 1273)
- Vicedomino Vicedomini, O.F.M. (1210/15-1276) (1273, 1275)
- Bertrand de Saint-Martin (? - 1277) (1273, 1276)
- Ordoño Alvares (1198-1285) (1278, 1278)
- Bentivenga de Bentivenghi, O.F.M. (1230-1289) (1278, 1285)
- Latino Malabranca Orsini (? - 1294) (1278, 1289)
- Ugo Aycelin de Billom (1230 circa - 1297) (1288, 1294)
- Gerardo Bianchi (1220/25-1302) (1278, 1297)
- Giovanni Boccamazza (segle xii - 1309), (1285, 1302)
- Leonardo Patrasso (1230 - 1311) (1300, 1309)
- Giovanni da Morrovalle, O.F.M. (1250 - 1312) (1302, 1311)
- Niccolò Albertini, O.P. (1250 c.a. - 1321) (1303, 1313)
- Bérenger de Frédol el Vell (1250 - 1323) (1305, 1321)
- Bérenger de Frédol el Jove (? - novembre de 1323) (1312, juny de 1323)
- Guillaume Pierre Godin O.P. (1260 - 1336) (1312, 1323)
- Pierre des Prés (o després) (1288 - 1361) (1320, 1336)
- Andouin Aubert (? - 1363) (1353, 1361)
- Hélie de Talleyrand-Périgord (1301-1364) (1331, 1361)
- Guy de Boulogne (1313 - 1373) (1342, 1364)
- Angelico de Grimoard (1315 / 1320 - 1388) (1366, 1373 deposat pel papa Urbà VI el 1378, sospitós d'obediència avinyonesa, fins al 1388)

### Cisma d'Occident
Amb el cisma d'Occident el Col·legi cardenalici es dividí, i alguns cardenals seguiren els antipapes, formant així els diversos col·legis:
| Obediència romana (1378-1415): - Tommaso da Frignano, O.F.M. (1305-1381) (1378, 1378) - Francesco Moricotti Prignano (? - 1394)(1378, 1381) - Filippo d'Alençon (1339 circa. - 1397) (1378, 1394) - Pietro Pileo da Prata (1330-1400) (1378, 1397) - Angelo Acciaioli (1340 - 1408) (1384 1405) - Enrico Minutolo (? - 1412) (1389, del 1408 fins al 1409) - Antonio Correr, C.R.S.G.A. (1359 - 1445) (1408, del 1409 al 1415) | Obediència avinyonesa (1378-1429): - Ange de Grimoard (fins al 1388) - Pietro Corsini (1335-1405) (1370, 1388) - Guy de Malesec (? - 1412) (1375, 1405 deposat el 1409, mantingué el càrrec d'obediència pisana) - Jean Flandrin (dopo il 1301-1415) (1390, 1405) - Julián Lobera y Valtierra (? - 1435) (1423, dal 1423 al 1429) | Obediència pisana (1409-1415): - Guy de Malesec (fino al 1411) - Jean Allarmet de Brogny (1342 - 1426) (1385, 1411) |

### Després del Concili de Constança

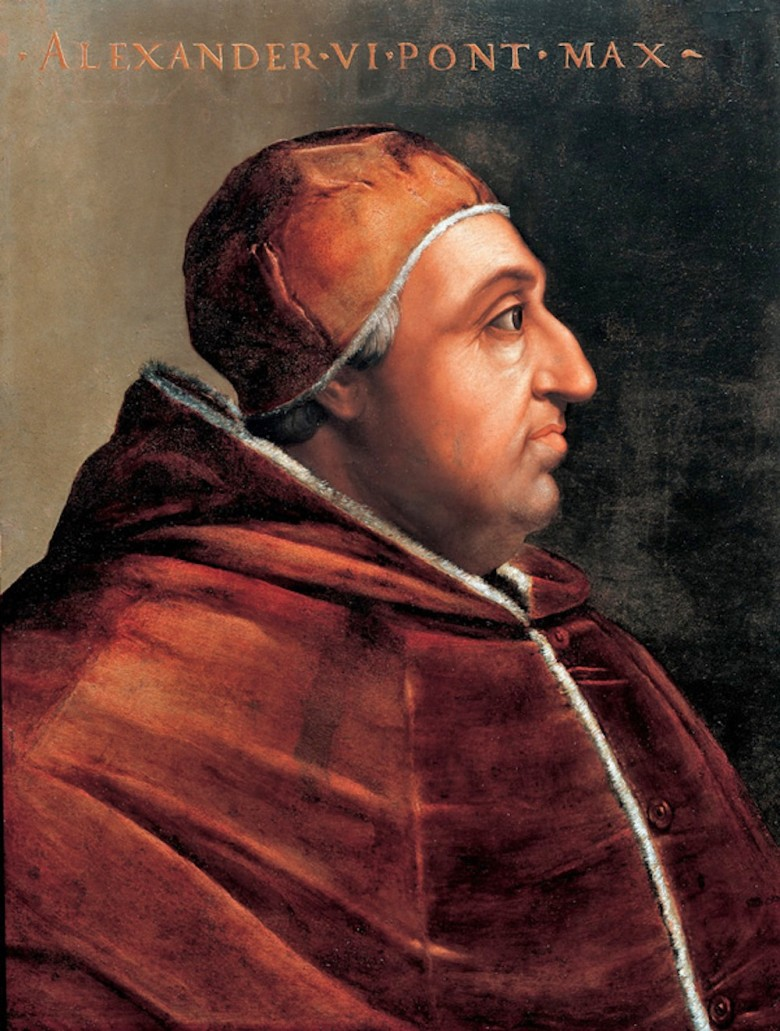
Roderic de Borgia (1483-1492), elegit papa amb el nom d'Alexandre VI el 1492

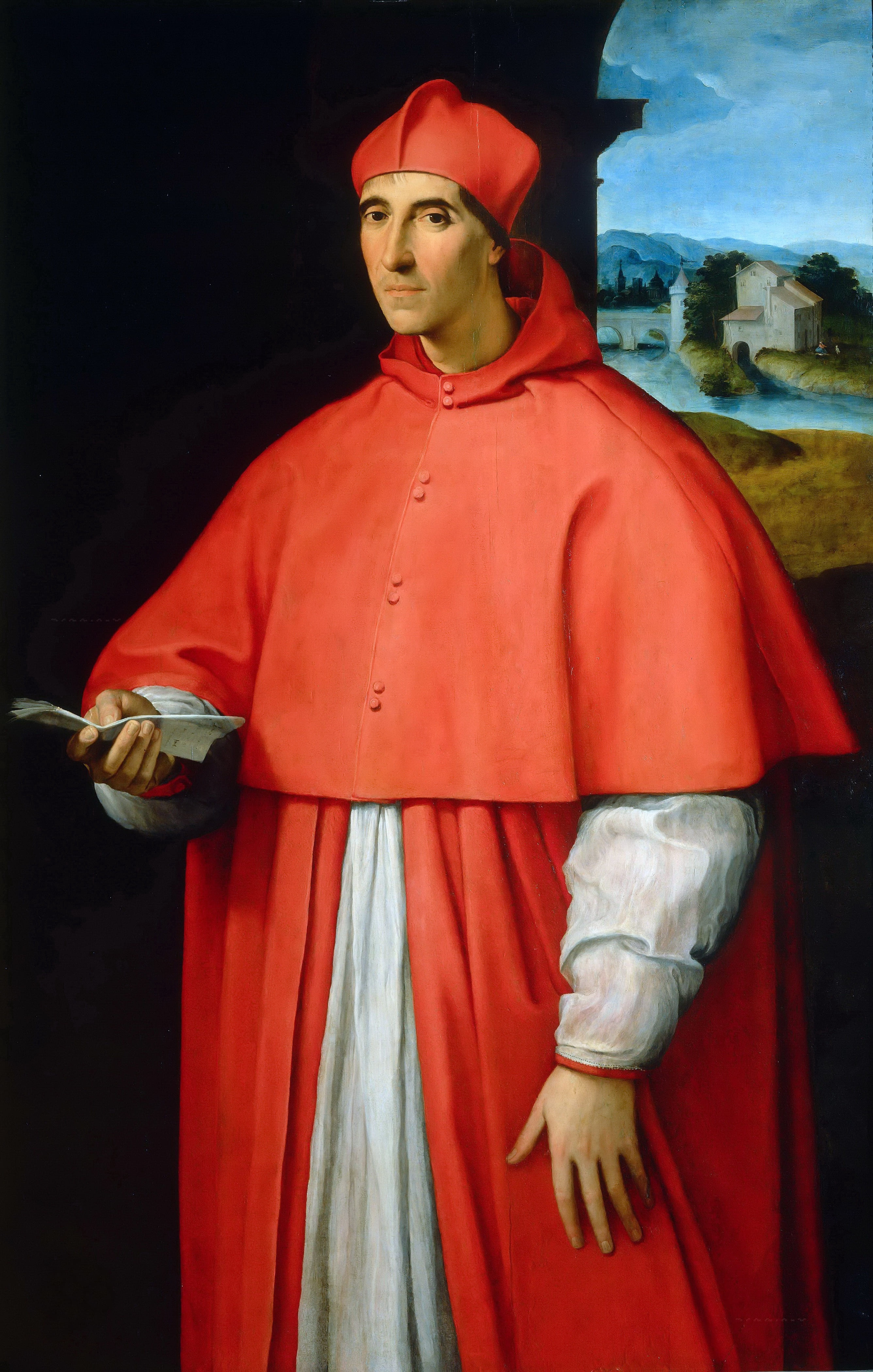
Alessandro Farnese (1524-1534), elegit papa amb el nom de Pau III el 1534

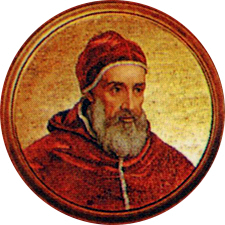
Gian Piero Carafa (1553-1555), elegit papa amb el nom de Pau IV el 1555

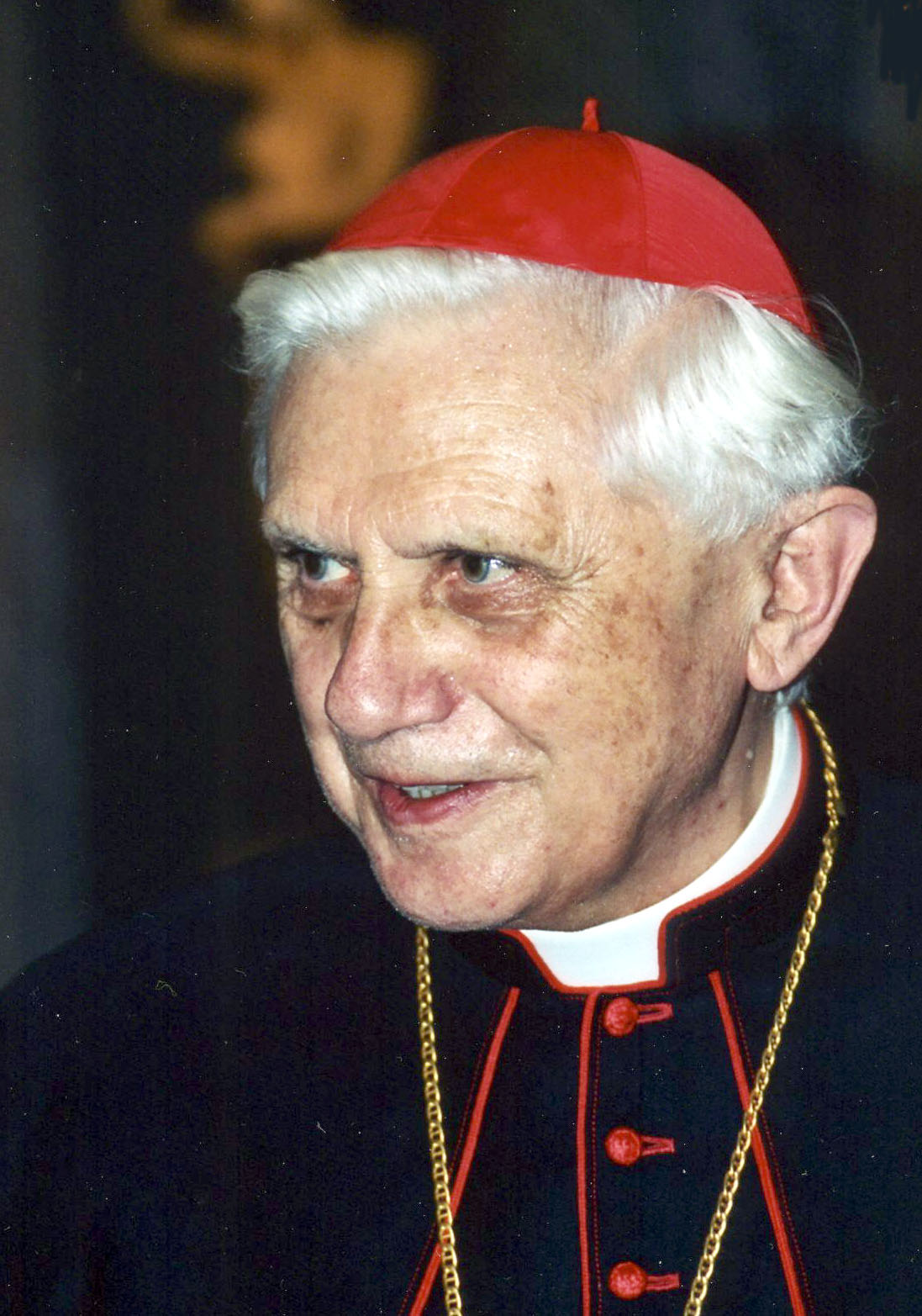
Joseph Ratzinger (2002-2005), elegit papa amb el nom de Benet XVI el 2005

- 1415-1417: Angelo Correr (ca.1330-1417) (1415)[7]
- 1417-1426: Jean Allarmet de Brogny (1342-1426) (1385)
- 1426-1428: Angelo d'Anna de Sommariva O.S.B.Cam. (? - 1428) (1384)
- 1428-1438: Giordano Orsini (? - 1438) (1405)
- 1438-1445: Antonio Correr (1359 - 1445) (1408)
- 1445-1449: Giovanni Berardi di Tagliacozzo (1380-1449) (1439)[8]
- 1449-1451: Amedeo di Savoia (1383-1451) (1449), antipapa Fèlix V
- 1451-1453: Francesco Condulmer (1390-1453) (1431, atribució del càrrec incerta)
- 1453-1439: Giorgio Fieschi (? - 1461) (1439)
- 1461-1463: Isidoro di Kiev (1380/90-1463) (1439)
- 1463-1472: Bessarió (1403-1472) (1439)
- 1472-1483: Guillaume d'Estouteville (1403-1483) (1439)
- 1483-1492: Roderic de Borgia (1430/1432 - 1503) (1456), elegit papa amb el nom d'Alexandre VI el 1492
- 1492-1511: Oliviero Carafa (1430 - 1511) (1467)
- 1511-1521: Raffaele Sansoni Riario (1460 - 1521) (1477)
- 1521-1523: Bernardino López de Carvajal (1456 - 1523) (1493)
- 1523-1524: Francesco Soderini (1453 - 1524) (1503)
- 1524-1534: Alessandro Farnese (1468 - 1549) (1493), elegit papa amb el nom de Pau III el 1534
- 1535-1537: Giovanni Piccolomini (1475 - 1537) (1517)
- 1537-1553: Giovanni Domenico De Cupis (1493 - 1553) (1517)
- 1553-1555: Gian Piero Carafa, (1476 - 1559), (1536), elegit papa amb el nom de Pau IV el 1555
- 1555-1560: Jean du Bellay (1492 - 1560) (1535)
- 1560-1562: François de Tournon (1489 - 1562) (1530)
- 1562-1564: Rodolfo Pio de Carpi (1500 - 1564) (1536)
- 1564-1570: Francesco Pisani (1494 - 1570) (1517)
- 1570-1580: Giovanni Girolamo Morone (1509 - 1580) (1542)
- 1580-1589: Alessandro Farnese il giovane (1520 - 1589) (1534)
- 1589-1591: Giovanni Antonio Serbelloni (1519 - 1591) (1560)
- 1591-1603: Alfonso Gesualdo (1540 - 1603) (1561)
- 1603-1607: Tolomeo Gallio (1526 - 1607) (1565)
- 1607-1611: Domenico Pinelli (1541 - 1611) (1585)
- 1611-1615: François de Joyeuse (1562 - 1615) (1583)
- 1615-1620: Antonio Maria Galli (1553 - 1620) (1586)
- 1620-1623: Antonio Maria Sauli (1541 - 1623) (1587)
- 1623-1626: Francesco Maria Bourbon del Monte (1549 - 1626) (1588)
- 1626-1629: Ottavio Bandini (1558 - 1629) (1596)
- 1629-1630: Giovanni Battista Deti (1576 - 1630) (1599)
- 1630-1639: Domenico Ginnasi (1550 - 1639) (1604)
- 1639-1641: Carlo Emmanuele Pio di Savoia senior (1585 - 1641) (1604)
- 1641-1652: Marcello Lante della Rovere (1561 - 1652) (1606)
- 1652: Giulio Roma (1584 - 1652) (1621) durà al càrrec menys de 5 mesos
- 1652-1666: Carlo de' Medici (1595 - 1666) (1615)
- 1666-1679: Francesco Barberini el vell, (1597 - 1679) (1623)
- 1680-1683: Cesare Facchinetti (1608 - 1683) (1643)
- 1683-1687: Niccolò Albergati-Ludovisi (1608 - 1687) (1645)
- 1687-1700: Alderano Cybo-Malaspina (1613 - 1700) (1645)
- 1700-1715: Emmanuel Théodose de la Tour d'Auvergne de Bouillon (1643 - 1715) (1669)
- 1715-1719: Niccolò Acciaiuoli (1630 - 1719) (1669)
- 1719-1721: Fulvio Astalli (1655 - 1721) (1686)
- 1721-1724: Sebastiano Antonio Tanara (1650 - 1724) (1695)
- 1724-1725: Francesco del Giudice (1647 - 1725) (1690)
- 1725-1726: Fabrizio Paolucci (1651 - 1726) (1697)
- 1726-1738: Francesco Barberini el jove (1662 - 1738) (1690)
- 1738-1740: Pietro Ottoboni (1667 - 1740) (1689)
- 1740-1753: Tommaso Ruffo (1663 - 1753) (1706)
- 1753-1755: Pietro Luigi Carafa (1677 - 1755) (1728)
- 1756-1761: Raniero d'Elci (1670 - 1761) (1737)
- 1761-1763: Giuseppe Spinelli (1694 - 1763) (1735)
- 1763-1774: Carlo Alberto Guidobono Cavalchini (1683 - 1774) (1743)
- 1774-1775: Fabrizio Serbelloni (1695 - 1775) (1753)
- 1775-1803: Giovanni Francesco Albani (1720 - 1803) (1747) decanat més llarg
- 1803-1807: Henry Benedict Maria Clement Stuart (1725 - 1807) (1747) el cardenalat total més llarg
- 1807-1811: Leonardo Antonelli (1730 - 1811) (1775)
- 1814-1820: Alessandro Mattei (1744 - 1820) (1779) sede vacante deguda a l'exili imposat per Napoleó
- 1820-1830: Giulio Maria della Somaglia (1744 - 1830) (1795)
- 1830-1844: Bartolomeo Pacca (1756 - 1844) (1801)
- 1844-1847: Lodovico Micara (1775 - 1847) (1824)
- 1847-1860: Vincenzo Macchi (1770 - 1860) (1826)
- 1860-1870: Mario Mattei (1792 - 1870) (1832)
- 1870-1876: Costantino Patrizi Naro (1798 - 1876) (1834)
- 1877-1878: Luigi Amat di San Filippo e Sorso (1796 - 1878) (1837)
- 1878-1884: Camillo Di Pietro (1806 - 1884) (1853)
- 1884-1889: Carlo Sacconi (1808 - 1889) (1861)
- 1889-1896: Raffaele Monaco La Valletta (1827 - 1896) (1868)
- 1896-1913: Luigi Oreglia di Santo Stefano (1828 - 1913) (1873)
- 1913-1915: Serafino Vannutelli (1834 - 1915) (1887)
- 1915-1930: Vincenzo Vannutelli (1836 - 1930) (1889)
- 1930-1948: Gennaro Granito Pignatelli di Belmonte (1851 - 1948) (1911)
- 1948-1951: Francesco Marchetti Selvaggiani (1871 - 1951) (1930)
- 1951-1972: Eugène Tisserant (1884 - 1972) (1936)
- 1972-1973: Amleto Giovanni Cicognani (1883 - 1973) (1958)
- 1974-1977: Luigi Traglia (1895 - 1977) (1960)
- 1977-1986: Carlo Confalonieri (1893 - 1986) (1958)
- 1986-1993: Agnelo Rossi (1913 - 1995) (1965, renuncià el 1993)
- 1993-2002: Bernardin Gantin (1922 - 2008) (1977, renuncià el 2002)
- 2002-2005: Joseph Ratzinger (1927 - 2022) (1977), elegit papa amb el nom de Benet XVI el 2005
- 2005-2019: Angelo Sodano (1927 - 2022) (1991, renuncià el 2019. Passà a ser degà emèrit)
- des del 2020: Giovanni Battista Re (1934 -) (2001)

## Sots-degans
- Raffaele Riario † (22 de setembre de 1508 - 20 de gener de 1511 confirmat degà)
- Francesco Soderini † (9 de desembre de 1523 - 18 de desembre de 1523 confirmat degà)
- Niccolò Fieschi † (18 de desembre de 1523 - 20 de maig de 1524 confirmat degà)
- Alessandro Farnese † (20 de maig de 1524 - 15 de juny de 1524 confirmat degà)
- Antonio Maria Ciocchi del Monte † (15 de juny de 1524 - 20 de setembre de 1533 mort)
- Giovanni Piccolomini † (26 de setembre de 1533 - 26 de febrer de 1535 confirmat degà)
- Giovanni Domenico De Cupis † (26 de febrer de 1535 - 28 de novembre de 1537 confirmat degà)
- Bonifacio Ferrero † (28 de novembre de 1537 - 2 de gener de 1543 mort)
- Antonio Sanseverino, O.B.E. † (8 de gener de 1543 - 17 d'agost de 1543 mort)
- Marino Grimani † (24 de setembre de 1543 - 28 de setembre de 1546 mort)
- Giovanni Salviati † (8 d'octubre de 1546 - 28 d'octubre de 1553 mort)
- Gian Pietro Carafa † (29 de novembre de 1553 - 11 de desembre de 1553 confirmat degà)
- Jean du Bellay † (11 de desembre de 1553 - 29 de maig de 1555 confirmat degà)
- Rodolfo Pio † (29 de maig de 1555 - 18 de maig de 1562 confirmat degà)
- Francesco Pisani † (18 de maig de 1562 - 12 de maig de 1564 confirmat degà)
- Federico Cesi † (12 de maig de 1564 - 28 de gener de 1565 mort)
- Giovanni Girolamo Morone † (7 de febrer de 1565 - 3 de juliol de 1570 confirmat degà)
- Cristoforo Madruzzo † (3 de juliol de 1570 - 5 de juliol de 1578 mort)
- Alessandro Farnese † (9 de juliol de 1578 - 5 de desembre de 1580 confirmat degà)
- Fulvio Giulio della Corgna, O.B.E. † (5 de desembre de 1580 - 2 de març de 1583 mort)
- Giacomo Savelli † (9 de març de 1583 - 5 de desembre de 1587 mort)
- Giovanni Antonio Serbelloni † (11 de desembre de 1587 - 2 de març de 1589 confirmat degà)
- Alfonso Gesualdo † (2 de març de 1589 - 20 de març de 1591 confirmat degà)
- Innico d'Avalos d'Aragona, O.S. † (20 de març de 1591 - 20 de febrer de 1600 mort)
- Tolomeo Gallio † (21 de febrer de 1600 - 19 de febrer de 1603 confirmat degà)
- Girolamo Rusticucci † (19 de febrer de 1603 - 14 de juny de 1603 mort)
- Girolamo Simoncelli † (16 de juny de 1603 - 24 de febrer de 1605 mort)
- Domenico Pinelli † (1 de juny de 1605 - 7 de febrer de 1607 confirmat degà)
- Girolamo Bernerio, O.P. † (7 de febrer de 1607 - 5 d'agost de 1611 mort)
- Antonio Maria Galli † (17 d'agost de 1611 - 16 de setembre de 1615 confirmat degà)
- Antonio Maria Sauli † (16 de setembre de 1615 - 6 d'abril de 1620 confirmat degà)
- Giovanni Evangelista Pallotta † (6 d'abril de 1620 - 22 d'agost de 1620 mort)
- Benedetto Giustiniani † (31 d'agost de 1620 - 27 de març de 1621 mort)
- Francesco Maria Bourbon del Monte Santa Maria † (29 de març de 1621 - 27 de setembre de 1623 confirmat degà)
- Francesco Sforza † (27 de setembre de 1623 - 9 de setembre de 1624 mort)
- Ottavio Bandini † (16 de setembre de 1624 - 7 de setembre de 1626 confirmat degà)
- Giovanni Battista Deti † (9 de setembre de 1626 - 20 d'agost de 1629 confirmat degà)
- Domenico Ginnasi † (20 d'agost de 1629 - 15 de juliol de 1630 confirmat degà)
- Carlo Emmanuele Pio di Savoia † (15 de juliol de 1630 - 28 de març de 1639 confirmat degà)
- Marcello Lante † (28 de març de 1639 - 1 de juliol de 1641 confirmat degà)
- Pier Paolo Crescenzi † (1 de juliol de 1641 - 19 de febrer de 1645 mort)
- Francesco Cennini de' Salamandri † (6 de març de 1645 - 2 d'octubre de 1645 mort)
- Giulio Roma † (23 d'octubre de 1645 - 29 d'abril de 1652 confirmat degà)
- Carlo de' Medici † (29 d'abril de 1652 - 23 de setembre de 1652 confirmat degà)
- Francesco Barberini † (23 de setembre de 1652 - 11 d'octubre de 1666 confirmat degà)
- Marzio Ginetti † (11 d'octubre de 1666 - 1 de març de 1671 mort)
- Francesco Maria Brancaccio † (18 de març de 1671 - 9 de gener de 1675 mort)
- Ulderico Carpegna † (28 de gener de 1675 - 24 de gener de 1679 mort)
- Cesare Facchinetti † (6 de febrer de 1679 - 8 de gener de 1680 confirmat degà)
- Carlo Rossetti † (8 de gener de 1680 - 23 de novembre de 1681 mort)
- Niccolò Albergati Ludovisi † (1 de desembre de 1681 - 15 de febrer de 1683 confirmat degà)
- Alderano Cibo † (15 de febrer de 1683 - 10 de novembre de 1687 confirmat degà)
- Pietro Vito Ottoboni † (10 de novembre de 1687 - 6 d'octubre de 1689 elegit Papa amb el nom d'Alexandre VIII)
- Giacomo Franzoni † (10 de novembre de 1687 - 19 de desembre de 1697 mort)
- Flavio Chigi † (19 d'octubre de 1689 - 13 de setembre de 1693 mort)
- Paluzzo Paluzzi Altieri degli Albertoni † (27 de gener de 1698 - 29 de juny de 1698 mort)
- Emmanuel Théodose de La Tour d'Auvergne de Bouillon † (21 de juliol de 1698 - 15 de desembre de 1700 confirmat degà)
- Niccolò Acciaiuoli † (5 de desembre de 1700 - 18 de març de 1715 confirmat degà)
- Vincenzo Maria Orsini, O.P. † (18 de març de 1715 - 29 de maig de 1724 elegit Papa amb el nom de Benet XIII)
- Fabrizio Paolucci † (12 de juny de 1724 - 19 de novembre de 1725 confirmat degà)
- Francesco Pignatelli, C.R. † (19 de novembre de 1725 - 5 de desembre de 1734 mort)
- Pietro Ottoboni † (15 de desembre de 1734 - 3 de setembre de 1738 confirmat degà)
- Tommaso Ruffo † (3 de setembre de 1738 - 29 d'agost de 1740 confirmat degà)
- Annibale Albani † (9 de setembre de 1743 - 21 d'octubre de 1751 mort)
- Pier Luigi Carafa † (1751 - 9 d'abril de 1753 confirmat degà)
- Giovanni Antonio Guadagni, O.C.D. † (1756 - 15 de gener de 1759 mort)
- Giuseppe Spinelli † (1759 - 13 de juliol de 1761 confirmat degà)
- Francesco Scipione Maria Borghese † (12 de febrer de 1759 - 21 de juny de 1759 mort)
- Camillo Paolucci † (13 de juliol de 1761 - 11 de juny de 1763 mort)
- Federico Marcello Lante Montefeltro della Rovere † (18 de juliol de 1763 - 3 de març de 1773 mort)
- Gian Francesco Albani † (15 de març de 1773 - 29 de gener de 1776 renuncià)
- Carlo Rezzonico † (29 de gener de 1776 - 26 de gener de 1799 mort)
- Leonardo Antonelli † (2 d'abril de 1800 - 3 d'agost de 1807 confirmat degà)
- Luigi Valenti Gonzaga † (3 d'agost de 1807 - 29 de desembre de 1808 mort)
- Giuseppe Maria Doria Pamphilj † (26 de setembre de 1814 - 10 de febrer de 1816 mort)
- Giulio Maria Della Somaglia † (21 de desembre de 1818 - 29 de maig de 1820 confirmat degà)
- Michele Di Pietro † (29 de maig de 1820 - 2 de juliol de 1821 mort)
- Bartolomeo Pacca † (13 d'agost de 1821 - 5 de juliol de 1830 confirmat degà)
- Pietro Francesco Galleffi † (de juliol de 1830 - 18 de juny de 1837 mort)
- Emmanuele De Gregorio † (2 d'octubre de 1837 - 7 de novembre de 1839 mort)
- Giovanni Francesco Falzacappa † (22 de novembre de 1839 - 18 de novembre de 1840 mort)
- Carlo Maria Pedicini † (14 de desembre de 1840 - 19 de novembre de 1843 mort)
- Ludovico Micara, O.F.M.Cap. † (19 de novembre de 1843 - 22 de gener de 1844 confirmat degà)
- Vincenzo Macchi † (22 de gener de 1844 - 11 de juny de 1847 confirmat degà)
- Luigi Lambruschini, B. † (11 de juliol de 1847 - 12 de maig de 1854 mort)
- Costantino Patrizi Naro † (17 de desembre de 1860 - 17 de desembre de 1876 mort)
- Camillo Di Pietro † (12 de març de 1877 - 15 de juliol de 1878 confirmat degà)
- Jean-Baptiste-François Pitra, O.S.B. † (24 de març de 1884 - 9 de febrer de 1889 mort)
- Luigi Oreglia di Santo Stefano † (24 de maig de 1889 - 30 de novembre de 1896 confirmat degà)
- Gaetano De Lai † (23 de març de 1919 - 24 d'octubre de 1928 mort)
- Gennaro Granito Pignatelli di Belmonte † (25 de febrer de 1929 - 9 de juliol de 1930 confirmat degà)
- Basilio Pompilj † (de juliol de 1930 - 5 de maig de 1931 mort)
- Michele Lega † (5 de maig de 1931 - 16 de desembre de 1935 mort)
- Donato Raffaele Sbarretti Tazza † (16 de desembre de 1935 - 1 d'abril de 1939 mort)
- Enrico Gasparri † (26 de febrer de 1942 - 20 de maig de 1946 mort)
- Eugène Tisserant † (21 de febrer de 1948 - 13 de gener de 1951 confirmat degà)
- Clemente Micara † (13 de gener de 1951 - 11 de març de 1965 mort)
- Giuseppe Pizzardo † (29 de març de 1965 - 1 d'agost de 1970 mort)
- Luigi Traglia † (24 de març de 1972 - 7 de gener de 1974 confirmat degà)
- Carlo Confalonieri † (7 de gener de 1974 - 12 de desembre de 1977 confirmat degà)
- Paolo Marella † (12 de desembre de 1977 - 15 d'octubre de 1984 mort)
- Sebastiano Baggio † (15 d'abril de 1986 - 21 de març de 1993 mort)
- Agostino Casaroli † (5 de juny de 1993 - 9 de juny de 1998 mort)
- Joseph Ratzinger (6 de novembre de 1998 - 30 de novembre de 2002 confirmat degà)
- Angelo Sodano (30 de novembre de 2002 - 30 d'abril de 2005 confirmat degà)
- Roger Etchegaray † (30 d'abril de 2005 - 10 de juny de 2017 dispensat)
- Giovanni Battista Re (10 de juny de 2017 - 18 de gener de 2020 confirmat degà)
- Leonardo Sandri, des del 24 de gener de 2020